# 布洛伊
布洛伊（法語：Bloye，法語發音：[blɔj]，发音同）是法国上萨瓦省的一个市镇，属于阿讷西区。

## 地理
布洛伊（45°49'34"N, 5°56'44"E）面积4.4 平方千米，位于法国奥弗涅-罗讷-阿尔卑斯大区上萨瓦省，该省份为法国东部省份，历史上为薩伏依的一部分，北与瑞士接壤，西接安省，南至萨瓦省，东与瑞士和意大利接壤。
与布洛伊接壤的市镇（或旧市镇、城区）包括：昂特勒拉克、马里尼-圣马塞尔、马桑日、呂米伊、圣费利克斯。
布洛伊的时区为UTC+01:00、UTC+02:00（夏令时）。

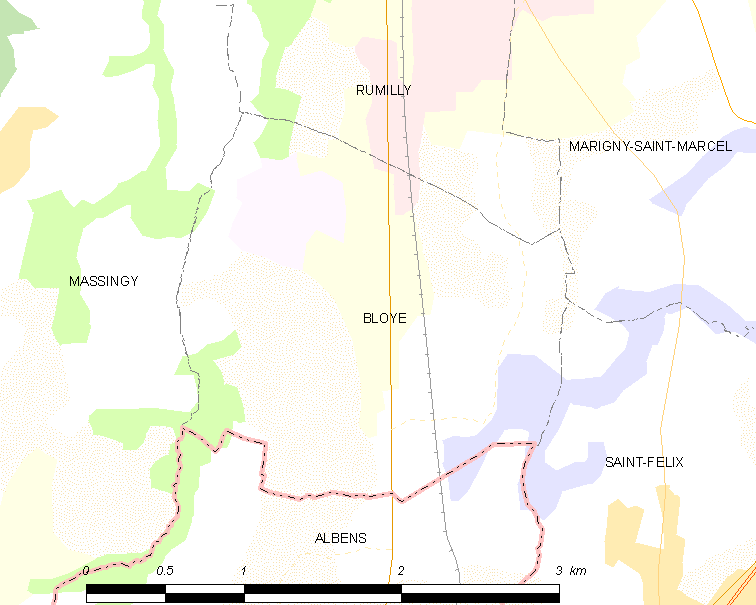
布洛伊的OSM定位图

## 行政
布洛伊的邮政编码为74150，INSEE市镇编码为74035。

## 政治
布洛伊所属的省级选区为吕米伊县。

## 人口

1962-2008年间布洛伊人口变化图示

布洛伊于2022年1月1日时的人口数量为565人。